# Кућа народног хероја Симе Погачаревића
Кућа народног хероја Симе Погачаревића је грађевина која је саграђена за време Другог светског рата. С обзиром да представља значајну историјску грађевину, проглашена је непокретним културним добром Републике Србије. Налази се у Врању, под заштитом је Завода за заштиту споменика културе Ниш.

## Историја
Приземна кућа мањих димензија скромнијег изгледа у којој је живео народни херој Сима Погачаревић са својим родитељима и сестром се налази у улици Максима Горког број 35 у Врању. Зидана је у нижим деловима темеља каменом а навише опеком, подигнута је између два светска рата. Кућа је без значајних архитектонских елемената са кровним покривачем на четири воде на којем је стављен цреп. У кући родитеља народног хероја Симе Погачаревића још пред Други светски рат, а нарочито и чешће у току рата, су одржавани састанци месне партијске организације. У овој кући су доношене одлуке о организовању група за диверзије и саботаже, умножавани су летци Покрајинског и Централног комитета, скупљано оружје, муниција, одећа и обућа, храна и санитетски материјал. Њен изузетан значај се огледа у томе што је у њој донета одлука о формирању Врањског партизанског одреда што је и обележено спомен плочом. Народни музеј у Врању је у кући организовао поставку са предметима и документима који илуструју борбени пут револуционара Симе Погачаревића. У централни регистар је уписана 23. децембра 1982. под бројем СК 292, а у регистар Завода за заштиту споменика културе Ниш 14. марта 1983. под бројем СК 27.